# 大樋年雄
大樋 年雄（おおひ としお、1958年〈昭和33年〉6月8日 - ）は、石川県金沢市出身の大樋焼の陶芸家、美術家、デザイナー。本名は奈良年夫。第10代大樋長左衛門の長男。2016年1月、第11代大樋長左衛門を襲名。2025年、日本藝術院会員。

## 役職
- 日本藝術院会員
- 国際陶芸アカデミー（IAC）会員
- 上海礼品美術館国際顧問
- 国立近代美術館工芸館有識者会議委員

- 日展特別会員（評議員）
- 日本現代工芸美術家協会常務理事／審査員

- ロチェスター工科大学客員教授 / 1997〜
- 上海工芸美術学院客員教授 / 2016〜
- 台湾国立台南芸術大学客員教授 / 2005
- 金沢大学客員教授 / 2009〜
- 玉川学園客員教授 / 2025〜
- 東京芸術大学講師 / 2005. 2015〜2017
- 裏千家今日庵専任講師 / 2007〜
- 金沢卯辰山工芸工房講師 / 1993〜

- G1サミット会員
- エンジン01文化戦略会議会員
- 日本文化デザインフォーラム(JIDF)幹事・会員

- 石川県勤労者文化協会会長
- 石川県観光特使
- 一般財団法人石川県美術文化協会 名誉顧問
- 公益財団法人金沢芸術創造財団理事
- 一般財団法人 三谷文化芸術保護情報発信事業財団 / 評議員
- ばんせい総合研究所理事

- 金沢市工芸協会 理事長／審査員
- 金沢世界トリエンナーレ企画委員
- 北陸放送番組審議員
- 名譽ソムリエ称号保持者（日本ソムリエ協会）

## 経歴
- 1958年：十代大樋長左衛門の長男として金沢市に生まれる
- 1977年：玉川学園高等部卒業
- 1981年：玉川大学文学部芸術学科卒業
- 1984年：ボストン大学大学院修士課程修了
- 2007年：裏千家坐忘斎御家元より茶名「宗炎」拝受
- 2016年：十一代 大樋長左衛門 襲名
- 2020年：国立近代美術館工芸館有識者会議委員
- 2021年：国宝薬師寺東塔平成大修理で発掘された1300年前建立時の土を用いた茶盌を制作奉納
- 2025年：国宝東大寺大仏殿発掘調査からの⼟を⽤いた茶盌を制作奉納
- 2025年：日本藝術院会員

## 受賞・栄典
- 1995年　北の菓子器展（六花亭・北海道新聞社主催）「大賞」受賞
- 1997年　第53回現代美術展「美術文化大賞」受賞
- 1997年　金沢店づくり大賞 受賞（大樋美術館広坂ギャラリー）
- 1999年　第46回日本伝統工芸展入選（過去9回）
- 2000年　第39回日本現代工芸美術展「現代工芸大賞」受賞（2002年 再受賞）
- 2002年　石川県インテリアデザイン賞受賞（箔巧館ギャラリー）
- 2002年　第34回日展特選受賞（2005年 第37回日展 再受賞）
- 2002年　金沢市文化活動賞受賞
- 2003年　第27回全国伝統的工芸品公募展「中小企業庁長官賞」受賞
- 2004年　第43回日本現代工芸美術展「本会員賞」受賞
- 2004年　グッドデザイン賞受賞
- 2008年　第47回日本現代工芸美術展「東京都知事賞」受賞
- 2009年　第41回日展「会員賞」受賞
- 2011年　第1回景徳鎮世界陶磁器公募展覧会 入賞
- 2013年　第7回国際陶芸ビエンナーレ招待作家（韓国利川陶芸美術館）
- 2015年　第54回日本現代工芸美術展「内閣総理大臣賞」受賞
- 2017年　第46回石川県インテリアデザイン賞「金沢市市長賞」受賞
- 2018年　第57回日本現代工芸美術展「文部科学大臣賞」受賞
- 2019年　改組新第6回日展「東京都知事賞」受賞
- 2021年　第8回日展「最高賞・文部科学大臣賞」受賞
- 2022年　ハンガリー国騎士十字功労勲章・ハンガリー国家勲章受章
- 2023年　日本芸術院賞・恩賜賞受賞[1]
- 2024年　金沢大学留学生教育功労者表彰「25年にわたる継続授業」に対して
- 2024年　石川県伝統産業功労者
- 2024年　外務大臣表彰「長年にわたる海外での日本文化普及の貢献」に対して
- 2025年　天皇・皇后主催の宮中賜茶会への招待を受け、天皇・皇后、秋篠宮文仁親王・同妃、愛子内親王、佳子内親王より質問を受ける
- 2025年　天皇・皇后主催の春の園遊会への招待を受け、質問をうける

## 著書
- 2022年　うつわの哲学（淡交社）2024年重版
- 2021年　樂茶碗（茶の湯の茶碗　第五巻）淡交社　作品解説執筆
- 2020年1月〜2021年12月までの24回連載　雑誌 なごみ（淡交社）うつわの哲学

## 主な 陶壁／デザイン／空間プロデュース
- 1987年　Y邸（石川県かほく市）
- 1988年　カーニープレイス金沢第二ビル
- 1991年　読売新聞会館
- 1993年　T邸（世田谷区）
- 1994年　ホテル百万石（加賀市）
- 1995年　金沢市立泉野図書館
- 1999年　トヨタレンタリース石川本社ロビー
- 2001年　自邸「土夢居」
- 2001年　加賀屋銀座店
- 2002年　箔巧館
- 2003年　ブンゴヤビル（大分市）
- 2004年　アイウェア「TOSHIO OHI」（グッドデザイン賞受賞）
- 2006年　瑠璃光（加賀市）
- 2007年　ネッツトヨタ石川 杜の里
- 2008年　家具「GARDE」（ミラノサローネ招待出品）
- 2009年　日本政府主催 アジア太平洋環境開発フォーラム晩餐会
- 2010年　I邸（名古屋市）
- 2011年　ネッツトヨタ石川
- 2011年　石川トヨタ金沢東
- 2011年　石川トヨタ野々市
- 2011年　「四季芳土」磁器デザイン（中国）
- 2013年　ネッツトヨタ松任
- 2013年　石川トヨタ小松
- 2015年　石川トヨタ金沢西
- 2015年　石川トヨタ七尾
- 2016年　あおぞら薬局 金沢香林坊店
- 2017年　あおぞら薬局 金沢鞍月店
- 2018年　あおぞら薬局七尾中央店
- 2018年　大和通信新社屋
- 2018年　ダイワ通信本社ロビー
- 2019年　レクサス金沢御影店
- 2021年　ネッツトヨタ鞍月店
- 2021年　清水建設株式会社　北陸支店VIPルーム（石川県）
- 2022年　石川トヨタ金沢御影店
- 2022年　金沢市立玉川こども図書館ロビー「世界はひとつ」

## 主なコレクション
＜アメリカ＞
- カウンティー美術館（ロサンゼルス・カリフォルニア州）
- デトロイト美術館（ミシガン州）
- ミネアポリス美術館(ミネソタ州）
- エバソン美術館（シラキュース・ニューヨーク州）
- フーラクラフト美術館（ブラクトン・マサチューセッツ州）
- ホノルルアカデミーオブアート（ホノルル・ハワイ州）
- ワシントンアンドリー大学美術館（レキシントン・バージニア州）
- ハンチントンライブラリー（ロサンゼルス・カルフォルニア州）
- 森上博物館・日本庭園（パームビーチ・フロリダ州）
- ロチェスター工科大学（ニューヨーク州）
- ボストン市長室（マサチューセッツ州）
- ポーツマス市長室（ニューハンプシャー州）
- モントレー市コンベンションセンター（カリフォルニア州）
- ロックフェラーオフィス（ニューヨーク・ニューヨーク州）
- モンデールオフィス（ミネアポリス・ミネソタ州）
- ボストンユニバーシティー（ボストン・マサチューセッツ州）
- マサチューセッツ工科大学（MIT）（マサチューセッツ州）
- 在ホノルル日本国総領事公邸（ハワイ州）

＜ヨーロッパ＞
- 大英博物館（イギリス）
- セーブル美術館（フランス）
- アリアーナ美術館（スイス）
- ゲントデザイン美術館（ベルギー）
- ホップ・フェレンツ・ミュージアム（ハンガリー）
- アウガルテン磁器美術館（オーストリア）
- ナンシー市（フランス）
- ロスチャイルド家（スウェーデン）
- ハーゼルシュタイナー家（オーストリア）
- 在ハンガリー日本国大使公邸（ハンガリー）
- 在オーストリア日本国大使公邸（オーストリア）

＜ブラジル＞
- サンパウロ日本総領事館
- サンパウロ日本館
- ブラジル日本移民史料館
- ブラジル日本文化協会
- ブラジル日本文化福祉協会

＜アジア＞
- 景徳鎮陶磁館（景徳鎮・中国）
- 上海芸術礼品博物館（上海・中国）
- 台北市立美術館（台北・台湾）
- ユナイテッド・オーバーシーズ銀行・UOB（シンガポール）
- ビジュアルアートセンター（ソウル・韓国）
- ソウル大学（韓国）
- ペニンシュラホテル（香港・中国）

＜日本＞
- 国際交流基金
- 駐日ハンガリー大使館（東京）
- 伊勢神宮内宮 神楽殿
- 裏千家茶道資料館
- 草月会館
- 金沢21世紀美術館
- 金沢市立中村記念美術館
- 仁和寺
- 薬師寺
- 東大寺
- 麻布山善福寺
- 尾山神社
- 清水建設
- 参天製薬
- 北陸放送
- 北國銀行
- 三谷産業
- 石川県立泉丘高校
- 金沢東警察署
- 金沢日航ホテル
- ハイアットセントリック金沢
- 玉川大学
- 金沢大学
- 石川県
- 金沢市